# تاروكو إكسبريس

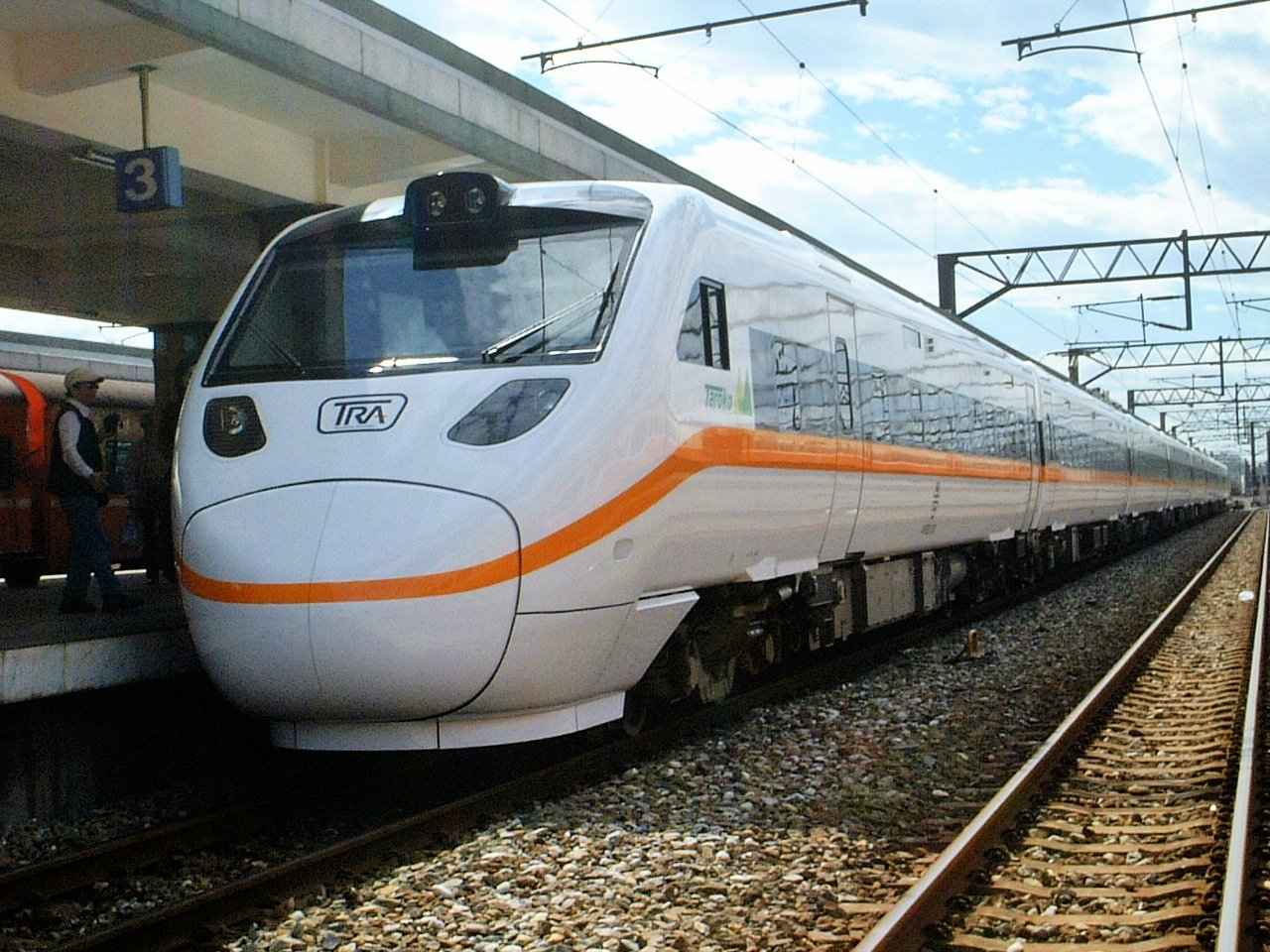
تاروكو إكسبريس في محطة هوالين عام 2007.

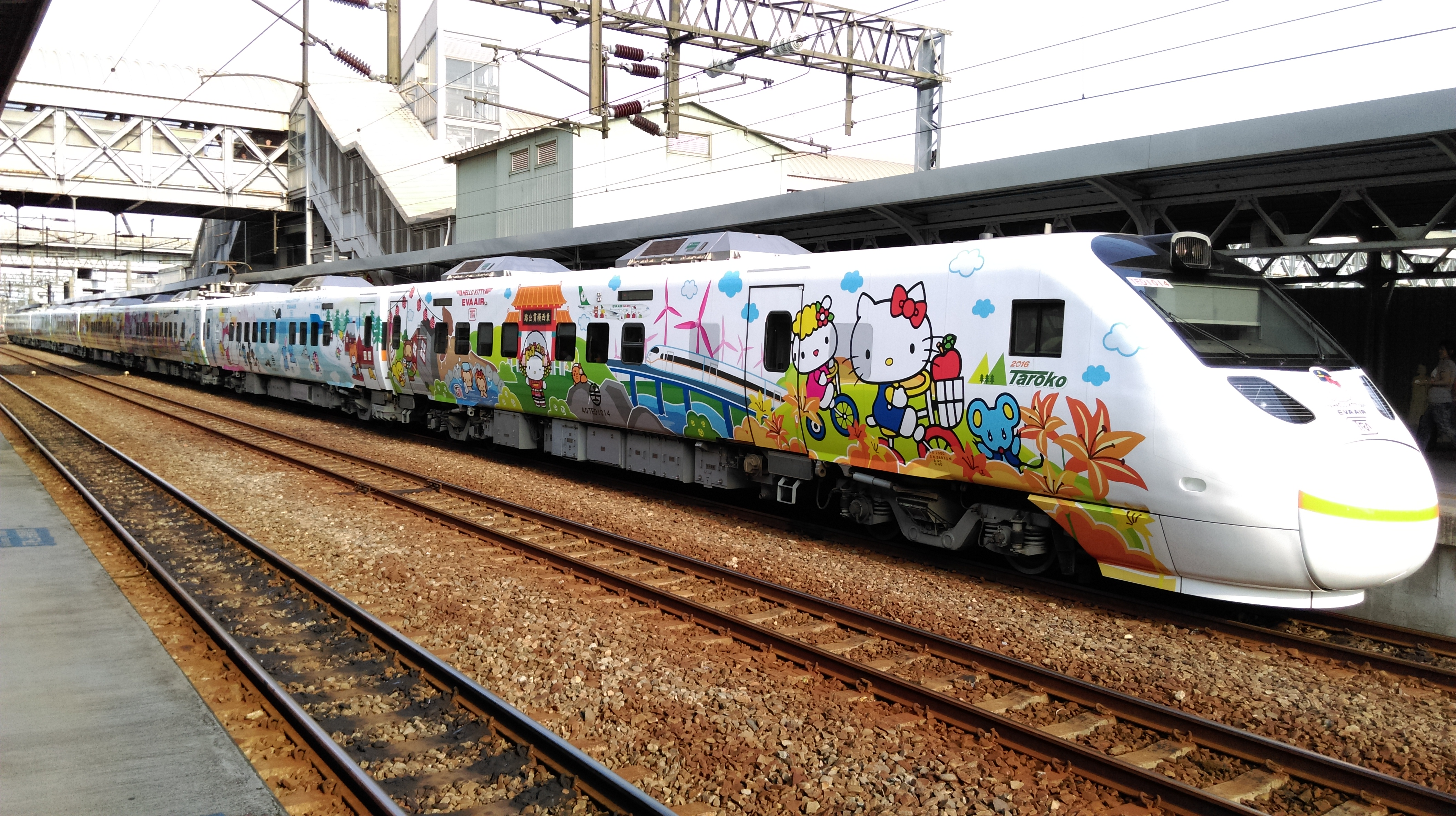
رسومات تظهر على تاروكو إكسبريس

تاروكو إكسبريس هي خدمة قطار سريع تابعة لإدارة السكك الحديدية في تايوان. يأتي اسم الخدمة من تاروكو جورج الذي يبلغ طوله 19 كيلومترًا، وهو أحد أشهر المواقع السياحية في تايوان، ومن شعب تاروكو. بدأت عملياتها التجارية في 16 فبراير 2007.
يستخدم تاروكو إكسبريس سلسلة الوحدات الكهربائية المائلة المتعددة والتي تسمى تيمو1000 بناءً على شركة سكة حديد كيوشو وسلسلة 885. تم استيرادها إلى تايوان في عام 2006، منذ عام 2007 كانت تشغل هذه القطارات بين هوالين ومدينة تايبيه، على خط ييلان المتعرج في المسارات الضيقة الحالية، حيث قللوا وقت السفر بين المكانين من 3 ساعات سابقة إلى حوالي ساعتين. تستمر بعض القطارات أيضًا من تايبيه إلى محطة زيانزونغ تبلغ سرعتها التشغيلية القصوى 130 كيلومترًا في الساعة، أو ما يقرب من 81 ميلاً في الساعة.
يتم تسويق تاروكو إكسبريس باسم تزو شيانغ السريعة المحدودة، وتباع التذاكر بنفس السعر، ومع ذلك لا يتم بيع التذاكر الدائمة غير المحجوزة لقطار تاروكو إكسبريس، وجميع المقاعد محجوزة. مع ذلك تم الإبلاغ عن انتهاك العديد من الركاب للقاعدة، وركوبهم بدون مقاعد محجوزة وشوهدوا وقوف في الممر.
من عام 2016 إلى عام 2019 تم طلاء مجموعة قطار تاروكو إكسبريس (TED1013-TED1014) بلون هالو كيتي، على غرار تلك المستخدمة في بعض طائرات أسطول إيفا للطيران. في 2 أبريل 2021 خرجت المجموعة نفسها عن مسارها في مقاطعة هوالين، مما أسفر عن مقتل 51 شخصًا وإصابة العديد من الآخرين.